# Gieselaukanalen
Gieselaukanalen er en 2,8 kilometer lang kanal i det nordlige Tyskland, der forbinder den nedre del af Ejderen med Kielerkanalen. Den kan besejles af skibe op til 65 meters længde, 9 meters bredde og en dybgang på 2,70. I dag befærd den hovedsageligt af lystbåde.
Kanalen blev bygget i 1936-37 med en 65 meter lang sluse til at regulere forskellen i vandstand. 